# Малешевска планина
 Тази статия е за планината.  За историко-географската област вижте Малешево.  
Малешевска планина (рядко Малеш планина) е планина в Югозападна България и Северна Македония, част от Осогово-Беласишката планинска група.

## Географска характеристика

### Географско положение, граници, големина
Планината е част от Осогово-Беласишката планинска група. На изток склоновете ѝ се спускат стръмно към Кресненското дефиле на река Струма и северната част на Санданско-Петричката котловина, които я отделят от Пирин. На запад огражда от югоизток, юг и югозапад историко-географската област Малешево, а западно от северномакедонското село Владимирово чрез висока седловина се свързва с планината Плачковица. На север през седловината Седлото (Четало, 1619 м) в местността Момина чешма се свързва с планината Влахина, а долината на Сушичка река (десен приток на Струма) и притока ѝ Любишевска река я отделят от същата планина. На юг долината на река Лебница (десен приток на Струма) я отделя от планината Огражден.
Билото на планината представлява силно извита дъга, изпъкнала на юг, като от гранична пирамида № 39 до гранична пирамида № 53 по него преминава държавната ни граница със Северна Македония. По-голямата ѝ източна част остава в пределите на България и има площ от 497 км2. Като цяло планината наподобява равнобедрен триъгълник с връх обърнат на запад. Основата на триъгълника с дължина около 40 км преминава по долината на река Струма, а височината му (между река Струма и седловината свързваща я с планината Плачковица) е също около 40 км.

### Релеф
От главното било на планината на българска територия в посока североизток, изток и югоизток се отделят множество ридове Крупнишки, Краище, Равно боре, Моравски, Русаленски, Каменишки, Горемски, Цапаревски, Игралищенски, Белтога, Белтоко и други, които завършват западно от долината на река Струма. Най-високият от тези ридове е Крупнишкият, който се намира в най-североизточната част на планината и в него на границата със Северна Македония се издига и най-високата ѝ точка връх Ильов връх (Джама, 1802,5 м). Други по високи върхове са Трите гроба (1705,7 м), Кресна (1642,5 м), Погледец (1748,8 м), Моравски връх (Ченгене каля или Ченгино кале, 1630,4 м), Алабурун (1605,4 м) и други.

### Геоложки строеж, геоморфоложки особености
Малешевската планина има сложен гоеложки строеж – изградена е от метаморфни скали архайски, палеозойски и вулканични скали (мигматити, гнайси и амфиболити), тектонски обработени и дълбоко изветрели. Гранити се разкриват в североизточните части (Крупнишки, Кресненски, Игралищенски ридове и Брезнишкия плутон) и в долината на река Лебница, петна от вулканични скали – в най-високите денудационни повърхнини и в най-ниските места. В тектонско отношение принадлежи към Огражденския блок. В землището на село Палат има находище на флуорит.
Развитието на релефа на планината се обуславя главно от проявите на разломната тектоника и денудационно-планационните процеси. Установени са 3 денудационни повърхнини – на 1300 – 1750 м, 950 – 1200 и 620 – 780 м, които са с неогенска и плейстоценска възраст. Релефът е усложнен от наличието на 3 късноплиоценски и раннокватернерни подножни ерозионно-денудационни нива на височина 420 – 450, 320 – 370 и 220 – 280 м. Дълбоко заложените разломни линии са предпоставка за минералните извори в землищата на Кресна (11 извора) и селата Крупник, Горна Брезница и Палат.

### Климат и води
Планината попада в преходносредиземноморската климатична област. Слънчевото греене е от 2000 до 2500 ч/год.; средна годишна температура на въздуха при град Кресна е 14 °C, а на височина 1700 – 1800 м – 5°-6 °C. Средната януарска температура в най-ниските части е над 0 °C, а средната юлска – 24°-25 °C. Средно годишните валежи също са вертикално и хоризонтално диференцирани; в южните и ниските части на планината са 500 – 600 мм с максимум през ноември, на височина 600 – 1000 м са 700 – 800 мм с максимум през октомври, а на височина над 1000 м – около 1000 мм с максимум през май. Преобладават северозападните и западни ветрове.
Югозападните, южните и източните склонове на планината принадлежат към водосборния басейн на река Струма и се отводняват от нейните десни притоци – Сушичка, Брезнишка, Цапаревска, Лебница и други. Северозападните ѝ склонове, обърнати към историкогеографската област Малешево принадлежат към водосборния басейн на река Вардар и се отводняват от река Брегалница (извира от Малешевска планина) и нейните горни притоци.
Реките в планината имат дъждовно-снежно подхранване със зимно-пролетно пълноводие и лятно-есенно маловодие. Средногодишният модул на оттока се колебае между 2 и 12 л/сек/км2.

### Почви, флора и фауна
Почвите във високите части на планината са кафяви горски и планинско ливадни, а на височина до 700 – 900 м – излужени канелени горски.
Растителността е очертана в 4 вертикални пояса:
- на ксеротермните дъбови гори (на надморска височина до 600 – 700 м), в който доминират съобщества на косматия дъб, цера и благуна, с участие на средиземноморските видове пърнар, дървовидна хвойна, грипа, терпентинов кукуч и други;
- на мезофитните и ксеромезофитните дъбови и габърови гори (на височина от 600 – 700 до 900 – 1000 м) главно от съобщества на обикновен горун и участие на съобщества от обикновен воден габър, черен бор и други, покрай реките – съобщества на чинар, южна копривка, обикновен орех, дива лоза и др.;
- на буковите гори (на височина от 900 – 1000 до 1700 м), формиран почти изцяло от съобщества на обикновен бук, на места с участие на борисова ела и др.;
- на високопланинската храстова и тревна (картъл, чернееща власатка, далматинска власатка, обикновена полевица, ливадна и бяла детелина и др.) растителност (на надморска височина 1000 – 1700 м) – основни съобщества на дребна хвойна, балкански зановец и др., групи и единични дървета бял бор.

След колективизацията 1958 година големи площи обработваема земя са залесени с черен и бял бор.
Животинският свят се отличава с голямо разнообразие. В ниските планински райони край Струма и в ксеротермните дъбови гори се срещат някои редки за страната видове със средиземноморски произход – жаба чесновница, змия червейница, пясъчна боа, леопардов смок, ивичест смок, котешка змия. Разпространени са и други южни видове – македонски гущер, орфево коприварче, червеногушо коприварче, малък маслинов присмехулник, белочела сврачка, сирийски пъстър кълвач, чухал и други. В пояса на буковите гори гнездят около 25 вида птици. Шшироко разпространени и често срещани са поен дрозд, елов певец, чинка, горска зидарка, голям пъстър кълвач, гълъб хралупар, обикновен мишелов, малък ястреб и други. В пояса на високопланинската храстова и тревна растителност се срещат някои видове чучулиги, ръждивогушо ливадарче, горска бъбрица и други. От птиците са разпространени полска яребица, пъдпъдък, скална яребица, гривяк, гургулица и рядко в ниските части – фазан. Видовият състав на бозайниците е богат – земеровки, сънливци, мишки, катерица – див заек, дива свиня, сърна, белка, черен пор, дива котка, язовец, лисица, вълк. Срещат се и единични екземпляри кафява мечка.
В южната част на Малешевската планина е резерватът Соколата, в източната – Тисата.

## Селища
В планината, по нейните склонове и подножия общо в България и Северна Македония са разпорложени 2 града и 31 села.
- В България – 1 град и 28 села.
  - Община Кресна – 1 град и 3 села: Будилци, Горна Брезница, Кресна и Сливница;
  - Община Сандански – 3 села: Вълково, Кръстилци и Струма
  - Община Симитли – 3 села: Крупник, Полена и Сушица;
  - Община Струмяни – 19 села: Велющец, Вракуповица, Гореме, Горна Крушица, Горна Рибница, Добри лаки, Драката, Игралище, Каменица, Клепало, Колибите, Кърпелево, Махалата, Микрево, Никудин, Палат, Раздол, Седелец и Цапарево.
- В Северна Македония – 1 град и 3 села.
  - Община Берово – Берово, Дворище, Ратево и Русиново.

## Транспорт
По североизточното подножие на планината, през Кресненското дефиле, на протежение от 9,8 км преминава участък от Републикански път I-1 от Държавната пътна мрежа Видин – София – Благоевград – ГКПП „Кулата“. Предвижда се Автомагистрала „Струма“ да премине през източните склонове на планината чрез двутръбен тунел с проектна дължина от над 15 км.
В западната ѝ част, на македонска територия през планината преминава и участък от шосе № 523 от Македонската пътна мрежа от Берово за Струмица.

## Топографска карта
- Лист от карта K-34-82. Мащаб: 1 : 100 000.
- Лист от карта K-34-83. Мащаб: 1 : 100 000.
- Лист от карта K-34-94. Мащаб: 1 : 100 000.
- Лист от карта K-34-95. Мащаб: 1 : 100 000.